# Mundochthonius styriacus
Mundochthonius styriacus – gatunek zaleszczotka z rodziny Chthoniidae.
Gatunek ten opisany został po raz pierwszy w 1971 roku przez Maxa Beiera. Jako miejsce typowe wskazano Pöls koło Zwaring, około 20 km na południe od Grazu w Austrii.
Zaleszczotek ten jest całkowicie pozbawiony oczu, czym odróżnia się od pokrewnego M. carpaticus, który to wyposażony jest w dwie pary dobrze wykształconych oczu. Nogogłaszczki zaopatrzone są w szczypce pozbawione ujść gruczołów jadowych. Palec nieruchomy tychże szczypiec ma od 35 do 42 ząbków, a palec ruchomy od 41 do 48 ząbków. Spośród bioder odnóży krocznych tylko te drugiej pary wyposażone są w kolce biodrowe. Odnóża kroczne pierwszej i drugiej pary mają jednoczłonowe stopy, natomiast odnóża kroczne pary trzeciej i czwartej mają stopy dwuczłonowe.
Gatunek palearktyczny, europejski. Znany jest z Niemiec, Szwajcarii, Austrii, Czech oraz Bułgarii. Umieszczony został na „Czerwonej liście gatunków zagrożonych Republiki Czeskiej” jako gatunek zagrożony wyginięciem o niedostatecznie rozpoznanym statusie (DD).